# Chaos Z
Chaos Z war eine deutsche Punk-Band aus Stuttgart. Sie existierte von 1980 bis 1983 und ging danach in gleicher Besetzung in der Band Fliehende Stürme auf.

## Geschichte
Im Sommer 1980 gründeten Thomas Löhr, sein Bruder Andreas Löhr und Michael Ortner die Band The Zeroes. Im Oktober des gleichen Jahres benannten sie ihre Band in Chaos Z um. Gleichzeitig fingen sie an, ihre Texte in Deutsch zu schreiben.
Die Band veröffentlichte 1981 ihre erste EP Abmarsch bei Mülleimer Records. 1982 folgte bei Rock-O-Rama die LP Ohne Gnade. Die Band gab selten Konzerte und auf den Platten keinen Hinweis auf die Besetzung. Erst mit Veröffentlichungen auf Samplern wurde bekannt, dass die Brüder Thomas und Andreas Löhr die maßgeblichen Mitglieder der Band waren.
1995 brachte Andreas Löhr im Alleingang (Michael Ortner hatte die Band verlassen und Thomas Löhr war nach Beendigung der Aufnahmen für die Fliehende-Stürme-CD Fallen gestorben) erneut ein Chaos-Z-Album auf den Markt. Bassist Thomas Löhr, der schwer heroinabhängig war, verstarb 1995 an den Folgen einer HIV-Infektion. Im Verlauf seiner Erkrankung war Thomas Löhr erblindet. Das Album 45 Jahre ohne Bewährung griff stilistisch den Hardcore der frühen 80er Jahre auf. 2002 veröffentlichte Weird System mit der Doppel-LP Dunkle Strassen (1981-1995 komplett) eine Zusammenstellung aller bisher erschienenen Chaos-Z-Stücke, die alle Liedtexte (außer dem zu Rocker Billy) und eine Zusammenfassung der Bandgeschichte durch Andreas Löhr enthielt. Allerdings fehlt auf dieser, wie auch auf dem Sampler Schlachtrufe BRD, das Intro zu Krieg (bei Dunkle Strassen jedoch fehlerhaft herausgeschnitten), das ursprünglich auf der LP Ohne Gnade enthalten war.

## Stil
Chaos Z wurde von Weird System als „Depro-Hardcore“ beworben. Die Musik von Chaos Z war anfangs reiner Hardcore Punk, der von Bands wie Discharge beeinflusst worden sein mag. Nach eigenen Angaben fühlten sich die Band-Mitglieder aber durchaus auch durch Gruppen des New Wave inspiriert, und so fanden auch immer mehr Elemente aus dem Dark Wave Verwendung; der stilistische Wandel führte zur Umbenennung der Band in Fliehende Stürme.
Typisch für den deutschen Punk der frühen 1980er verzichtete Chaos Z weitestgehend auf musikalische Virtuosität und beschränkte sich stattdessen auf wenige Gitarrenakkorde. Neben den üblichen Stakkatos ist besonders der monoton stampfende Rhythmus kennzeichnend. Grundstimmungen der Stücke von Chaos Z sind Wut und Verzweiflung, die sich jedoch seltener in plakativ-politischen Textaussagen ausdrücken als in düsteren Wiedergaben des persönlichen Erlebens.

## Diskografie

### EPs
- Abmarsch (EP, Mülleimer Records 1981)

### Alben
- Ohne Gnade (LP, Rock-O-Rama 1982)
- 45 Jahre ohne Bewährung (CD, Hz Media 1995/LP, Sturmhöhe 1998)
- Die gnadenlosen Jahre 80-83 (Kompilations-CD, A.M. Music 1996)
- Dunkle Straßen (alle veröffentlichten Studioaufnahmen als Doppel-CD/Doppel-LP, Weird System 2002)

### Samplerbeiträge
- Alles ist grau, Zukunft und Für’s „Vaterland“? auf Underground Hits I (AGR, 1982)
- Immer noch keine Antwort, Einsam, Qual der Erinnerung und Verflucht auf Ultra Hardcore Power (Mülleimer Records, 1983)
- Ein Tropfen im Feuer und In Gefahr auf Keine Experimente! Vol. II (Weird System 1984)
- Krieg (ohne Intro) auf Schlachtrufe BRD (A.M. Music, 1990)
- Gewalt und Verfolgungswahn auf Die deutsche Punkinvasion II